# Stacy Keibler
Stacy Ann-Marie Keibler (Rosedale, Maryland, 14 de octubre de 1979) es una actriz, modelo y luchadora profesional estadounidense retirada, conocida por su trabajo en la World Championship Wrestling (WCW) y la World Wrestling Entertainment (WWE).
Keibler fue concursante de la segunda temporada de Dancing with the Stars, ocupando el tercer lugar. También ha aparecido en otros shows de la ABC como What About Brian, George Lopez, and October Road, e incluso en un episodio de Cómo conocí a su madre. Como modelo ha aparecido en las revistas Maxim y Stuff.
Empezó su carrera de lucha libre como una de las Nitro Girls e la WCW. Se convirtió rápidamente en imprescindible al empezar su rol como Miss Hancock. Como Miss Hancock, era conocida por hacer bailes, su relación con David Flair, y su embarazo ficticio. Tras la compra de la WCW por la WWE, fue trasladada a la nueva compañía, formando parte en la historia de la "Invasión" de la WCW a la WWE, siendo mánager de los Dudley Boyz. También fue mánager de Test y Scott Steiner. Luego se cambió el nombre a "Super Stacy", por su afiliación con The Hurricane y Rosey.
Keibler es conocida por sus inusuales piernas largas, que la hicieron la Diva más alta de la WWE. Era conocida como "Las piernas de la WCW" y "Las piernas de la WWE". En "Dancing with the Stars" el juez Bruno Tonioli la apodó "arma de seducción masiva" por su baile sensual y sus piernas.

## Primeros años
Stacy Ann-Marie Keibler nació en Rosedale, Maryland, el 14 de octubre de 1979.A la edad de 3 años, Stacy emorezó a tomar clases de ballet y claqué en el Jean Kettell Studio of Dance de Dundalk.
Tras ir a una escuela católica en Baltimore, fue a la Universidad de Towson, donde estudió telecomunicaciones.

## Carrera como luchadora profesional

### World Championship Wrestling (1999-2001)
Keibler empezó a ver lucha libre con su entonces novio, Kris Cumberland. A finales de 1999, Keibler entró en el concurso Nitro Girls de la World Championship Wrestling (WCW), que consistía en hacer nuevos miembros para el grupo de danza. En noviembre, venció a otras 300 chicas, haciéndose con el puesto y ganando 10 000 dólares. Sus bailes eran vistos por 4.4 millones de personas
Rápidamente llegó a aceptar un rol en el que era mánager, usando el nombre "Miss Hancock" (algunas veces llamada Hancock), sirviendo en una asociación formada por Lenny Lane y Lodi. Su trabajo era subirse a la mesa de comentaristas vestida de mujer de negocios, y bailar.
Por un tiempo, Stacy salió con David Flair (tanto fuera, como dentro del negocio), que ya estaba en una relación ficticia con Daffney. Esto permitió a Stacy debutar en Bash at the Beach, en un "Wedding Gown match" (Tuxedo match pero con vestidos de novia), aunque perdió, después de que ella misma se quitara el vestido Hancock después hizo un feido con Kimberly Page, pero terminó cuando Page dimitió de la compañía.
Keibler y Flair empezaron un feudo con el equipo Misfits In Action, que incluyó un combate en el barro entre Stacy y Major Gunns en New Blood Rising. Durante el combate le dieron una patada en el estómago, y al día siguiente dijo que estaba embarazada. Esto fue el principio de otra historia entre Flair y ella. Hubo dos finales posibles para esta historia, ya que el padre podría ser Ric Flair o Vince Russo. La historia acabó prematuramente cuando reveló que el embarazo era falso, y rompió con David Flair. Fue sacada de la televisión. Cuando volvió, fue conocida con su nombre real.

### World Wrestling Federation / Entertainment / WWE

#### The Invasion (2001)
Cuando la World Championship Wrestling fue comprada por la World Wrestling Federation (WWF) en 2001, el contrato de Stacy se lo quedó la WWF. Se volvió heel, y entró en The Alliance. Hizo su debut en la WWF en junio de 2001, en SmackDown!. Shane McMahon la sacó al ring para distraer a Rhyno, costándole el combate. Luego, Keibler se alió con su amiga de la vida real Torrie Wilson, y la pareja empezó un feudo con las Divas Trish Stratus y Lita. Durante su feudo, las cuatro divas completaron el primer Bra and Panties match por parejas en InVasion, donde ganaron Trish y Lita.

#### Duchess of Dudleyville (2001-2002)

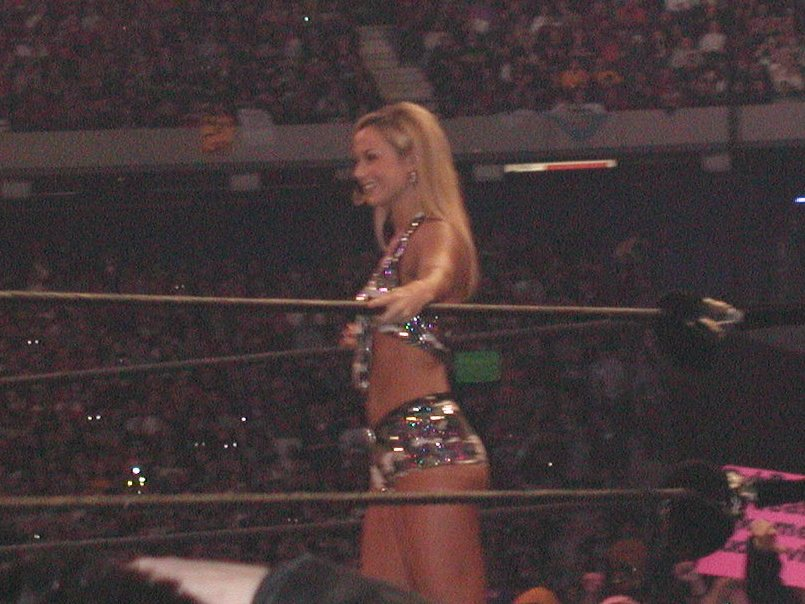
Keibler en WrestleMania X8, marzo de 2002.

Tras la invasió fallida de la WCW a la WWF, Keibler fue mánager de los Dudley Boyz, y entonces le apodaron "The Duchess of Dudleyville" (La duquesa de Dudleyville). Keibler hizo su debut de Wrestlemania en WrestleMania X8, junto a los Dudley Boyz. Durante esto, empezó a haber una rivalidad (solo en pantalla) entre su antigua aliada Torrie Wilson, por irse de "The Alliance". The Dudley Boyz y Stacy arrojaron a Torrie a una mesa. Tras esto, Torrie se vengó quitándole la camiseta a Keibler en un episodio de SmackDown!. Torrie ganó a Keibler en el primer "Lingerie match" (combate en ropa interior), en No Mercy. La historia con los Dudley Boyz terminó cuando Stacy le costó al grupo una victoria accidentalmente, y le hicieron una powerbomb encima de una mesa. Tras esto, Keibler puso sus ojos sobre el WWE Women's Championship. En Judgment Day se enfrentó a Trish Stratus por el título, aunque perdió. Se enfrentó muchas veces, pero nunca ganó.

#### Asistente personal de Mr. McMahon (2002)
Keibler fue trasladada a SmackDown! en 2002, donde su carácter le interesó al dueño de la WWE, Vince McMahon, para ser su asistente personal. McMahon estaba dispuesto a contratar a otra mujer atractiva hasta que Keibler interrumpió e hizo un baile en el ring. McMahon la contrató. McMahon coqueteaba con ella en segmentos del backstage, hasta que Stephanie McMahon se convirtió en la Mánager General de SmackDown!, y contrató a Dawn Marie como asistente legal de McMahon. Stacy y Marie compitieron por el afecto de McMahon. Stacy interrumpió vestida de colegiala la pasarela de trajes de Torrie Wilson donde inesperadamente Dawn Marie salió a provocarlas empujando a Torrie sobre Stacy, Torrie abofeteo a Stacy y Stacy golpeo a Torrie intentadola arrojar por la rampa, fue detenida por referí.

#### Cambio a Raw y alianza con Test (2002-2003)
Cuando cambió de SmackDown! a Raw, empezó una nueva historia. Hizo su debut en agosto de 2002. Poco después, se volvió face tras ser atacada por Victoria. Mientras se acostumbraba a RAW, Keibler fue mánager de Scott Steiner y Test. Como agente de marketing de Test, le dio la idea de llamar a sus fanes "Testicles", cortó su pelo y cambió su imagen. Test se puso celoso porque Keibler también quería ser la mánager de Steiner. Como parte de la historia, durante RAW se volvió heel, abusando verbalmente de Keibler. Steiner ganó a Test por los servicios de Keibler, y Keibler parecía feliz como mánager de Steiner, tanto que llegaron a tener una relación más que profesional. Sin embargo, Test pidió un "Intergender tag team match" (Combate mixto en el que la mujer puede pelear contra el hombre) utilizando a Chris Jericho como compañero frente a Scott y Stacy. Fingió una lesión en el pie para ganar el combate. En Unforgiven hubo un combate con la condición de que si Test ganaba, no solo quería los servicios de Stacy, también quería los de Steiner. Durante el combate, Keibler interfirió contra Steiner, y Test ganó. Steiner se volvió heel, atacando a Stacy después de su interferencia en su combate. Por un tiempo, Test y Steiner trabajaron como un tag team (pareja), manteniendo los servicios de Keibler.La historia terminó cuando el mánager general, Mick Foley, liberó a Keibler de su contrato con Test y Steiner, despidiéndola temporalmente.

#### Varias historias (2003-2005)
Keibler fue escogida para grabar una canción en el álbum WWE Originals. Ella, y el productor musical de la WWE, Jim Johnston grabaron la canción "Why Can't We Just Dance?" (¿Por qué no solo bailamos?) para el álbum. Luego, fue envuelta en un feudo contra las Divas de SmackDown Torrie Wilson y Sable, las cuales posaron poco tiempo atrás para la revista Playboy. Keibler y Miss Jackie se negaron para posar en la revista, y estuvieron hablando mal del posado de Torrie y Sable. Keibler y Jackie retaron a Sable and Wilson a un Tag Team Evening Gown match en WrestleMania XX, donde perdieron tras ser Jackie desnudada por Wilson. Tras el feudo, todas las divas se volvieron "face".

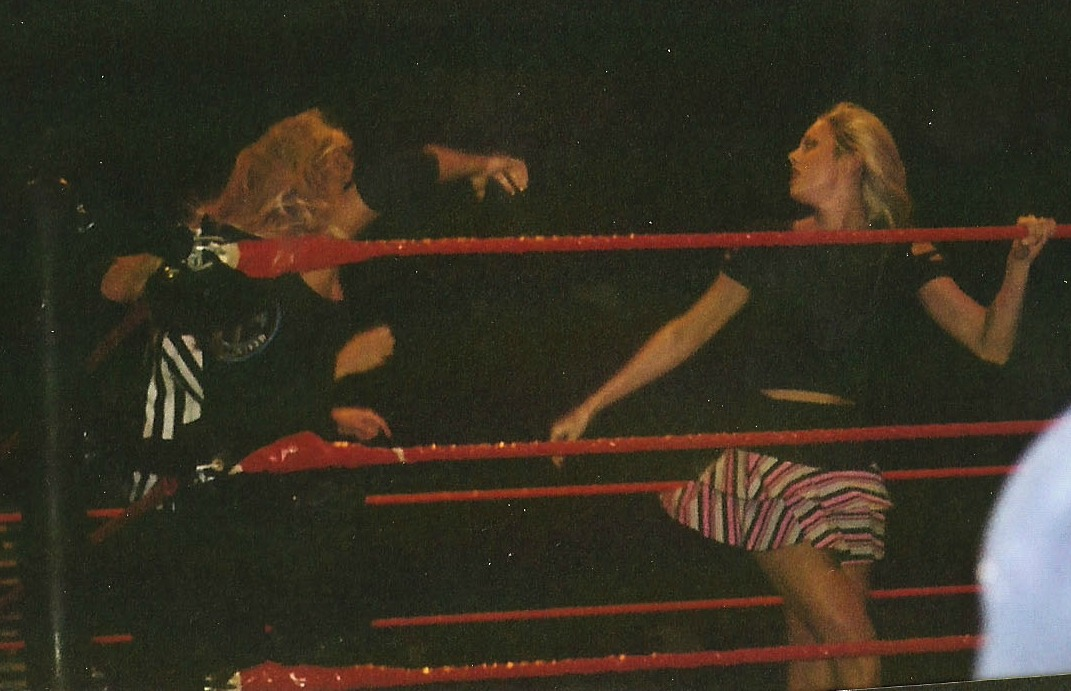
Keibler (con falda) luchando contra Trish Stratus en un house show, octubre de 2004

En 2004, entró en el WWE Diva Search, compitiendo en muchos combates frente a Gail Kim, Trish Stratus y Molly Holly, con parejas como Nidia y Victoria. Keibler obtuvo muchas victorias contra Kim, Stratus y Holly, así que entró en la lucha por el Women's Championship en octubre de 2004, aunque perdió. Keibler también participó en el primer "Fulfill your Fantasy Battle Royal en el que combatían con disfraces eróticos por el campeonato de mujeres de la WWE en Taboo Tuesday junto con Victoria, Nidia, Gail Kim, Molly Holly, Jazz, y la campeona Stratus. Fue eliminada tras ser golpeada en lo alto del esquinero por Molly Holly.
Tras esto, Keibler empezó a aparecer en segmentos en el backstage junto a Randy Orton. Cuando Orton desafió a The Undertaker en WrestleMania 21, Orton terminó la historia aplicándole un RKO. Orton lo justificó diciendo que demostraba lo duro que podía ser para ganar a The Undertaker.

#### Super Stacy y varias disputas (2005-2006)

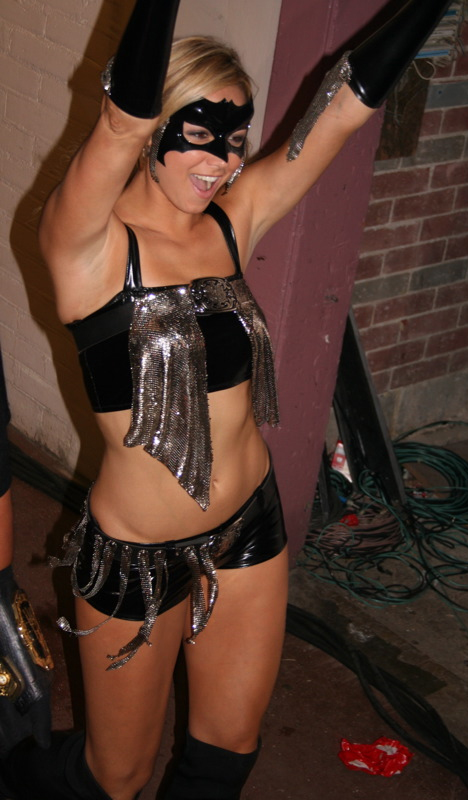
Keibler como Super Stacy.

Keibler más tarde se alió con Rosey & The Hurricane, un equipo de luchadores cuyos personajes eran los de unos superhéroes. Ella se convirtió en la tercera superheroína del grupo, cambiando su nombre al de Super Stacy. Estuvo en muchos combates en los aledaños del ring, mientras que defendían su título mundial por parejas de la WWE. Durante esto, hizo un feudo con Victoria, incluyendo combates en Raw y Heat., Stacy le ganó en el primer combate tras hacerle un Snap Shock, la siguiente semana lucharon en RAW siendo victoria quien ganara después del combate atacó a Stacy y siendo salvado por Trish, la siguiente semana en RAW Stacy hizo equipo con Trish Stratus contra Victoria y Jazz siendo estas últimas quien ganaran, el martes en Heat luchó contra Victoria como Super Stacy pero no logró ganar este fue su último conbate en RAW antes de ser trasladada a SmackDown!
Tras mucho tiempo en RAW, fue trasladada a SmackDown! junto a Christy Hemme, en un cambio en el que Torrie Wilson y Candice Michelle fueron a RAW. En SmackDown! participó en concursos de ropa interior y bikinis., también tuvo varios combates contra Hemme, su primer combate en SmackDown! Fue con Hemme en una lucha de cameo pero no logró ganar siendo Hemme quien lo ganara, la siguiente semana salió en un segmento con Hemme donde ambas se encontraron con Jillian Hall donde ambas vieron su horrible deformación en el rostro, tras dos semanas tuvo un combate contra Christy Hemme donde no tuvo final su lucha ya que fue interrumpida por Scott, después de eso besaron a Holly y se fueron ambas con el, después Keibler apareció en la portada de MAXIM donde Christian la entrevistaba y habló un poco sobre su posado, pero fue interrumpida por Jillian, quien dijo que ella sería buena candidata para posar en una revista y que sería mejor que Stacy, esto llevó a que Stacy se burlara de su defecto, Jillian intentó abofetearla, pero fue Stacy la que la abofeteó. Tras esto comenzó un feudo con Jillian Hall.
Compitieron en la siguiente semana en SmackDown! siendo Stacy quien ganara, Jillian pidió la revancha pero Stacy se llevó la victoria, la siguiente semana en SmackDown! Stacy y Christy Hemme se enfrentaron a Jillian y Melina donde estas últimas ganaron por trampa ya que Melina le hizo un conteo de tres a Hemme sosteniéndose de la cuerda, la siguiente semana Stacy hizo pareja con John Cena contra JBL y Jillian donde Cena y Stacy salieron victoriosos, después Jillian quería probar que era mejor que Stacy que desembocó en un combate Velocity. Donde Jillian Hall ganó ya que se sostuvo de la cuerda y el referí no la vio este fue el último combate de Stacy en la WWE., Keibler luego pidió tiempo libre para aparecer en Dancing with the Stars. Durante este tiempo, el perfil de Keibler en WWE.com se movió de SmackDown! a RAW, después de completar su paso por Dancing with the Stars. Finalmente dejó la WWE el 27 de julio de 2006 para empezar una carrera de actuación, retirándose así de la lucha libre.

#### Apariciones esporádicas y Hall of Famer (2011, 2019, 2023)
Tras 5 años de ausencia con la WWE, Stacy hizo una aparición especial en el reality show WWE Tough Enough en 2011. Al haber sido animadora de la NFL, ayudó a los concursantes a prepararse para actuar en público en Universal Studios. El 6 de abril de 2019 hizo una aparición introduciendo a Torrie Wilson al Salón de la Fama de la WWE.
WWE Network incluyó a Keibler como una de las mujeres que tuvo un impacto en la WWE fuera del ring. El 15 de marzo del 2023, se informó que Keibler ingresaría al Salón de la Fama de la WWE y se confirmó el 27 de marzo del 2023.

## Carrera de modelo y actriz
Como editora de la revista Stuff durante 2005 y 2006, Keibler escribió y posó para su propia columna, titulada "Getting Fit with Stacy Keibler" (Ponte en forma con Stacy Keibler). Ha aparecido dos veces en la portada de la revista Stuff. Maxim la nombró "Keibler #5 in its 2006 Hot 100", y "#70 in its 2007 Hot 100" (Keibler en el número 5 y 70 de la lista de las 100 mujeres más sexys). En 2008, fue nombrada la "#89 in Maxim's annual Hot 100 list" (La número 89 en la lista de 100 mujeres más sexys). El año siguiente, fue la número 77. Keibler ha negado dos peticiones de la revista Playboy para posar desnuda.
Keibler apareció en un anuncio para AT&T y  Carrot Top. Audicionó para un papel en la película Big Momma's House 2, pero no lo consiguió.
Stacy apareció dos veces en el show de MTV Punk'd. En la temporada 5, ayudó a hacer una broma a otra superestrela de la WWE (Triple H), que incluía a Stephanie McMahon. En la temporada 7, fue víctima de una broma de su novio, Geoff Stults.
En febrero de 2007, Keibler empezó a hacer un personaje de "What about brain". Hizo el personaje de la nueva vecina de Brian. Este fue el personaje mayor que ha personalizado Stacy, precedido por personajes menores.
En abril de 2008, fue nombrada la mujer sexy número 64 de la lista de 100 mujeres de la revista FHM. Justo después, apareció en la miniserie "Samurai Girl" en el personaje de Karen. En noviembre de 2008 fue nombrada la "Atleta más sexy" de InGameNow.
Stacy protagonizó el especial de Maxim «Beach Watch: 15 Hottest Boddies» (Mirada a la playa: los 15 cuerpos más sexys), y el «The Ultimate Spike Girl» (La chica Spike). En 2010, Stacy apareció en las series How I Met Your Mother y Psych.

## Vida personal
En 2000, tras ganar los 10 000 dólares al convertirse en Nitro Girl, Keibler usó el dinero para comprar entradas de temporada de los Baltimore Ravens, el equipo del que era animadora. Durante sus días en la WCW, tuvo un romance con David Flair, hijo del luchador Ric Flair.
Stacy se mudó a Los Ángeles en 2004 donde compartía piso con su amiga Torrie Wilson.
En junio de 2005, fue descubierto que Keibler tenía una relación con Geoff Stults. Juntos son dueños de parte de los Hollywood Fame, una franquicia en expansión de la American Basketball Association. Stacy y Geoff rompieron a mediados de 2010.
En agosto de 2011 se hizo público que había comenzado una relación con George Clooney. Sin embargo, terminaron su relación en julio de 2013.
A finales de 2013 Keibler comenzó una relación con el CEO de Future Ads, Jared Pobre. Se casaron el 8 de marzo de 2014 en México. En agosto de ese mismo año Keibler dio a luz a su primer hijo, una niña llamada Ava Grace Pobre. En junio de 2018 Keibler tuvo su segundo hijo, un varón llamado Bodhi Brooks. En diciembre de 2019 confirmó su tercer embarazo, una niña que nació en mayo de 2020

## Otros medios
Keibler es un personaje jugable en los videojuegos WCW Backstage Assault WWE WrestleMania X8, WWE SmackDown! Shut Your Mouth , WWE Crush Hour, WWE WrestleMania XIX, WWE Raw 2, WWE SmackDown! Here Comes the Pain ,WWE Day of Reckoning ,WWE SmackDown! vs. Raw,WWE WrestleMania 21,WWE Day of Reckoning 2,WWE SmackDown! vs. Raw 2006 y WWE 2K22 también aparece en el videojuego Dancing with the Stars.

## Filmografía
| Año  | Título                 | Papel                           | Notas                    |
| ---- | ---------------------- | ------------------------------- | ------------------------ |
| 1998 | Pecker                 | Rubia en el autobús             | No salió en los créditos |
| 2001 | Bubble Boy             | Chica trabajando                |                          |
| 2006 | Dancing With the Stars | Ella misma                      | Quedó tercera            |
| 2007 | George Lopez           | Lindsay                         | 2 episodios              |
| 2007 | What About Brian       | Stephanie                       | 5 episodios              |
| 2007 | The Comebacks          | Madre americana                 |                          |
| 2008 | October Road           | Rory Dunlop                     | 1 episodio               |
| 2008 | Samurai Girl           | Karen                           | 2 episodios              |
| 2009 | In the Motherhood      | Keli Lee                        | 1 episodio               |
| 2009 | Mayne Street           | Desconocido                     | 1 episodio               |
| 2010 | How I Met Your Mother  | Karina                          | 1 episodio               |
| 2011 | Chuck                  | Greta/Captain Victoria Dunwoody | 2 episodios              |
| 2011 | Psych                  | Jessica                         | 1 episodio               |
| 2011 | Blue Mountain State    | Futura esposa de Thad           | 1 episodio               |
| 2011 | Dysfunctional Friends  | Storm                           |                          |
| 2011 | Fixing Pete            | Mandy                           |                          |
| 2011 | WWE Tough Enough       | Ella misma                      | 1 episodio               |

## Campeonatos y logros
- World Wrestling Entertainment/WWE
  - WWE Hall of Fame (Clase del 2023)
  - WWE Babe of the Year (2005)[53]